# ناج من السرطان

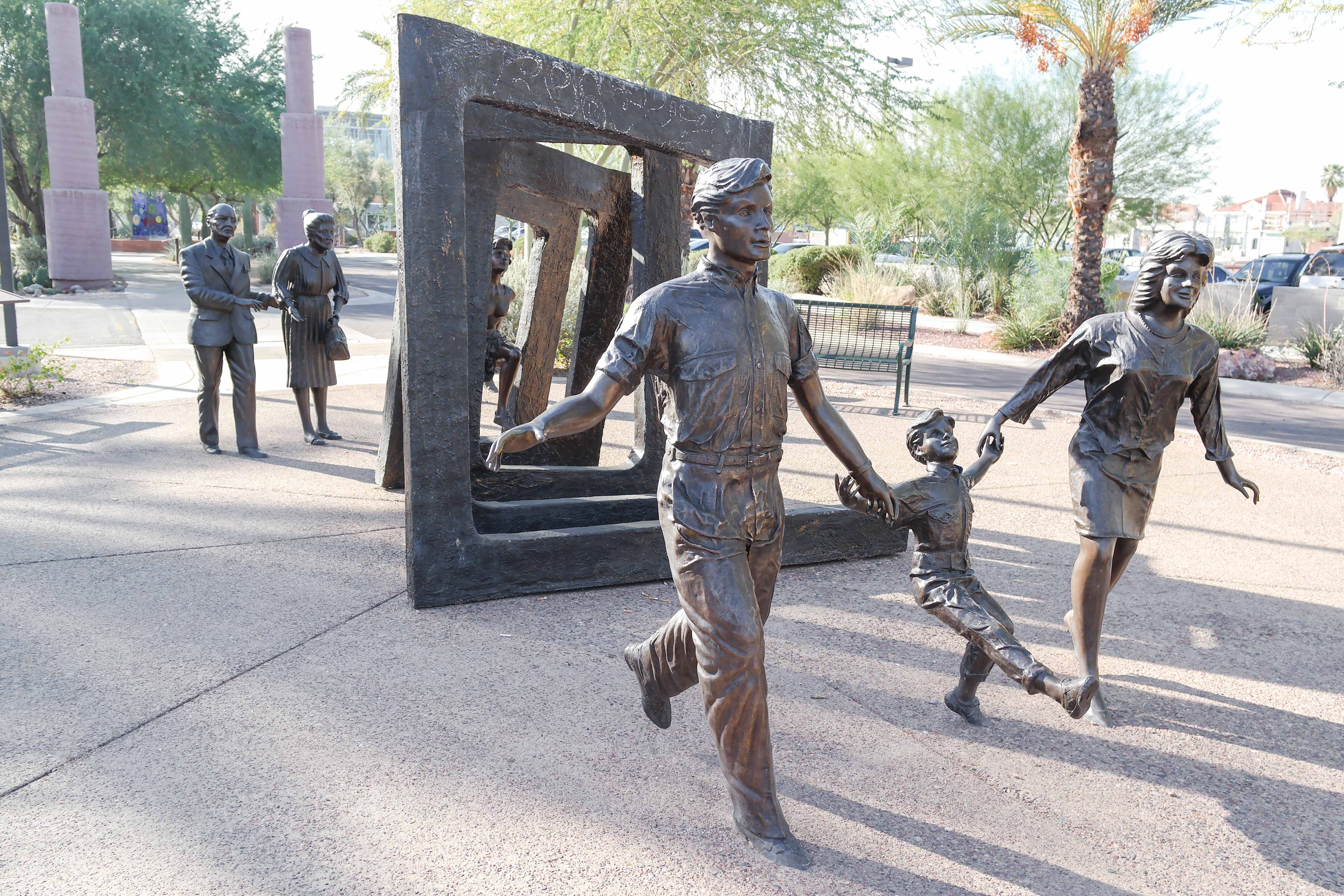
حديقة الناجين من السرطان في فينيكس، أريزونا

الناجي من السرطان هو شخص أصيب سابقا، بأي نوع من السرطان، ولا يزال على قيد الحياة.
بسبب التقدم الكبير الحاصل في الفحص والتشخيص المبكر والعلاج لأنواع مختلفة من أمراض السرطان، يسطيع الكثير من المصابين بالسرطان المقاومة ثم الشفاء من المرض. أو في حالات أخرى يعيشون لفترات أطول أو يتعايشون مع المرض في حياتهم اليومية بظروف أحسن وإلى فترات أطول.

## تقدم في العلاج

### دواء سرطان لا يضر بالأنسجة السليمة
ضمت قائمة «قائمة كليفلاند كلينك الأمريكية لأهم 10 ابتكارات طبية لعام 2015» دواء سرطان جديد لا يضر بالأنسجة السليمة.الذي جاء بعد العلاج الكيميائي الذي يمكن أن ينقذ الكثير من الأرواح، ولكن من عيوبه أنه في الوقت ذاته يهاجم فيه الخلايا السليمة والسرطانية معاً بدون تمييز دقيق. ولكن ابتكار الدواء الجديد سيمكن من عملية استهداف الخلايا السرطانية فقط من دون الإضرار بالأنسجة السليمة.

### جرعة واحدة من العلاج الإشعاعيلسرطان الثدي
كما ضمت قائمة كليفلاند كلينك الأمريكية لأهم 10 ابتكارات طبية لعام 2015 جرعة واحدة من العلاج الإشعاعي لسرطان الثدي، حيث أن العلاج الإشعاعي حل مهم وفعال في الصراع ضد مرض السرطان، ولكن طول حصص وفترات العلاج تكون لها أعراض وتأثيرات على جسم وصحة المريض، وقد تم تلخيض واختصار العلاج في جرعة واحدة من العلاج الإشعاعي يلخص وقت وتكاليف العلاج بشكل محمود جدا.

### تقوية جهاز المناعة لدى مرضى السرطان
تبين أن مثبطات المناعة تسمح للجسم بمكافحة أكثر فعالية لمواجهة الخلايا غير الطبيعية، وذلك جنباً إلى جنب مع العلاج الكيميائي والعلاج الإشعاعي. وأظهرت هذه الأدوية أهميتها، في مكافحة المرض.

## احتياجات الناجين من السرطان
يواجه الناس الذين أنهوا علاج السرطان تحديات طبية ونفسية وجسدية تختلف من شخص إلى آخر، وتتغير درجاتها ونوعيتها مع مرور الوقت، وتتراوح في شدتها حسب كل حالة.

## وصلات خارجية
- قصص ناجون من السرطان «وثائقي تحت عنوان شفاء وأمل»
- جمعية السرطان الأمريكية
- جمعية للا سلمى لمحاربة داء السرطان بالمغرب